# 弗拉德山脈
76°03′S 134°30′W / 76.050°S 134.500°W
弗拉德山脈（英語：Flood Range）是南極洲的山脈，位於瑪麗伯德地，全長96公里，與阿梅斯山脈南端垂直交叉，在1934年由美國探險隊發現，現時由南極條約體系管理。